# The Friends of Distinction
The Friends of Distinction war ein US-amerikanisches Gesangs-Quartett.

## Geschichte
Floyd Lawrence Butler und Harry James Elston begannen ihre Musikkarriere in einer Band mit dem Namen The Hi Fi’s, zu der auch Marilyn Mc Coo und La Monte McLemore angehörten, die später die Gruppe Fifth Dimension gründeten. Die Hi Fi’s lösten sich nach kurzer Zeit auf und Butler und Elston gründeten 1968 mit Jessica Cleaves und Barbara Jean Love The Friends of Distinction. Ende 1969 erhielt das Quartett einen Plattenvertrag von RCA Records. Ihre ersten beiden Singles Grazin’ in the Gras und Going in Circles waren Millionenseller und erhielten je eine Goldene Schallplatte. Im Jahr 1975 löste sich die Gruppe auf.

## Diskografie

### Alben
| Jahr | Titel            | Höchstplatzierung, Gesamtwochen, AuszeichnungChartplatzierungen (Jahr, Titel, Platzierungen, Wochen, Auszeichnungen, Anmerkungen) | Höchstplatzierung, Gesamtwochen, AuszeichnungChartplatzierungen (Jahr, Titel, Platzierungen, Wochen, Auszeichnungen, Anmerkungen) | Anmerkungen |
| Jahr | Titel            | US | R&B | Anmerkungen |
| ---- | ---------------- | --- | --- | ----------- |
| 1969 | Grazin’          | US35 (25 Wo.)US | R&B10 (43 Wo.)R&B |             |
| 1969 | Highly Distinct  | US173 (6 Wo.)US | R&B14 (15 Wo.)R&B |             |
| 1970 | Real Friends     | US68 (21 Wo.)US | R&B9 (15 Wo.)R&B |             |
| 1970 | Whatever         | US179 (3 Wo.)US | R&B72 (5 Wo.)R&B |             |
| 1971 | Friends & People | US166 (7 Wo.)US | — |             |

Weitere Alben
- 1973: Love Can Make It Easier
- 1975: Reviviscence – Live to Light Again

### Kompilationen
- 1973: Greatest Hits
- 1989: Golden Classics
- 1996: Best of the Friends of Distinction
- 2005: Going in Circles

### Singles
| Jahr | Titel Album              | Höchstplatzierung, Gesamtwochen, AuszeichnungChartplatzierungen (Jahr, Titel, Album, Platzierungen, Wochen, Auszeichnungen, Anmerkungen) | Höchstplatzierung, Gesamtwochen, AuszeichnungChartplatzierungen (Jahr, Titel, Album, Platzierungen, Wochen, Auszeichnungen, Anmerkungen) | Anmerkungen                  |
| Jahr | Titel Album              | US | R&B | Anmerkungen                  |
| ---- | ------------------------ | --- | --- | ---------------------------- |
| 1969 | Grazing in the Grass     | US3 Gold · (16 Wo.)US | R&B5 (17 Wo.)R&B |                              |
| 1969 | Going in Circles         | US15 Gold · (20 Wo.)US | R&B3 (19 Wo.)R&B |                              |
| 1969 | Let Yourself Go          | US63 (5 Wo.)US | — | B-Seite von Going in Circles |
| 1970 | Love or Let Me Be Lonely | US6 (13 Wo.)US | R&B13 (9 Wo.)R&B |                              |
| 1970 | Time Waits for No One    | US60 (8 Wo.)US | R&B37 (5 Wo.)R&B |                              |
| 1971 | I Need You               | US79 (5 Wo.)US | R&B28 (7 Wo.)R&B |                              |

Weitere Singles
- 1971: Down I Go
- 1971: Let Me Be
- 1972: Love Is the Way of Life (The Humble Stranger)
- 1972: Thumb Tripping (I'll Be Movin' On)
- 1973: Easy Evil
- 1973: Love Can Make It Easier
- 1975: Honey Baby Theme
- 1975: Love Shack (Opened Up a Shop) Pt. 1